# Epacris tasmanica
Epacris tasmanica är en ljungväxtart som beskrevs av Winifred Mary Curtis. Epacris tasmanica ingår i släktet Epacris och familjen ljungväxter. Inga underarter finns listade i Catalogue of Life.